# コダマ・アンド・カンパニー
コダマ・アンド・カンパニー (Kodama & Co.,) は、レンタル掲示板やレンタルメールフォームを始めとしたアプリケーションサービスプロバイダ事業を、主に日本語圏、英語圏を対象に行っている米国の企業。

## Kodama.com
主運営サイトは Kodama.com。トレードマークは「赤いイルカ」。
Kodama.comサイト自体は1997年から公開。2003年2月14日法人化。本社はアメリカ合衆国カリフォルニア州のサンフランシスコに構えている。